# Президент Центральноафриканської Республіки
Президент Центральноафриканської Республіки — голова держави Центральноафриканська Республіка. Посада запроваджена 1960 р. із проголошенням незалежності ЦАР від Франції. Спочатку президент ЦАР зосереджував у своїх руках всю повноту влади в державі, бувши і головою держави і уряду. В 1975 була запроваджена посада прем'єр-міністра ЦАР, який був підпорядкований президентові. У 1981 вона була скасована, а 1991 знову відновлена. Протягом 1976—1979 років посади президента ЦАР не було, оскільки була проголошена монархія — Центральноафриканська імперія. У 1979 республіка була відновлена. Згідно з останньою редакцією конституції ЦАР від 2014 р. президент обирається на всенародних виборах строком на 5 років. Кількість строків президентства обмежена двома.

## Список президентів ЦАР
- Давид Дако — 14.8.1960 — 1.1.1966
- Жан-Бедель Бокасса — 1.1.1966 — 4.12.1976

Центральноафриканська імперія (1976—1979)
- Давид Дако — 20.9.1979 — 1.9.1981
- Анре Колінгба — 1.9.1981 — 22.10.1993
- Анж-Фелікс Патассе — 22.10.1993 — 15.3.2003
- Франсуа Бозізе — 15.3.2003 — 24.3.2013
- Мішель Джотодіа — 18.8.2013 — 10.1.2014
- Алексанр-Фердинанд Нгуєнде — 10-23.1.2014
- Катрін Самба-Панза — 23.1.2014 — 30.3.2016
- Фостен-Аршанж Туадера — 30.3.2016 — і дотепер